# Simen Sellæg
Simen Sellæg (* 19. Februar 2003 in Oslo) ist ein norwegischer Skirennläufer. Er startet als Allrounder in allen Disziplinen.

## Karriere
Sellæg gab sein internationales Renndebüt am 21. November 2019 bei einem FIS-Riesenslalom in Bjorli. Sein erstes internationales Großereignis bestritt er zwei Monate später bei den Olympischen Jugend-Winterspielen in Lausanne, wobei ihm mit Rang 8 im Super-G sein bestes Ergebnis gelang. Zu Ende des Winters wurde Sellæg norwegischer Meister im Riesenslalom.
In den darauffolgenden Jahren trat Sellæg hauptsächlich bei FIS-Rennen und nationalen Meisterschaften in Skandinavien an.
2023 nahm er erstmals an Alpinen Ski-Juniorenweltmeisterschaften teil. Bei den Wettkämpfen in St. Anton am Arlberg verpasste er als vierter im Super-G nur knapp eine Medaille, auf den drittplatzierten Österreicher Vincent Wieser fehlten nur zwei Hundertstelsekunden, auf Sieger Livio Hiltbrand nur 13 Hundertstelsekunden.
Auch im darauffolgenden Jahr verpasste Sellæg bei den Juniorenweltmeisterschaften nur knapp eine Medaille. In der Abfahrt belegte er den 5. Rang, in der Alpinen Team Kombination gemeinsam mit Theodor Brækken erreichte er Platz 7.
Am 17. Februar 2024 durfte Sellæg bei der Abfahrt von Kvitfjell sein Weltcupdebüt geben, wobei er als 58. und damit drittletzter die Punkteränge deutlich verpasste.
Zu Saisonende gewann Sellæg erstmals den norwegischen Meistertitel in der Abfahrt.

## Erfolge

### Juniorenweltmeisterschaften
- St. Anton 2023: 4. Super-G, 19. Riesenslalom, 20. Abfahrt, DNF Slalom
- Haute-Savoie 2024: 5. Abfahrt, 7. Alpine Team Kombination, 10. Riesenslalom, 13. Super-G, DNF Slalom

### Europacup
- 2 Platzierungen unter den besten 20

### Olympische Jugend-Winterspiele
- Lausanne 2020: 8. Super-G, 11. Alpine Kombination, 24. Slalom, DNF Riesenslalom

### Europäisches Olympisches Winter-Jugendfestival
- Vuokatti 2021: 6. Slalom, 7. Mannschaft, 10. Parallelslalom

### Weitere Erfolge
- 7 Siege bei FIS-Rennen
- Norwegischer Meister in der Abfahrt (2024)
- Norwegischer Meister im Riesenslalom (2020)
- Norwegischer Vizemeister im Super-G (2023)